# Powiat brzeski (województwo małopolskie)
Powiat brzeski – powiat w Polsce (województwo małopolskie), utworzony w 1999 roku w ramach reformy administracyjnej. Jego siedzibą jest miasto Brzesko.
W skład powiatu wchodzą:
- gminy miejsko-wiejskie: Brzesko, Czchów
- gminy wiejskie: Borzęcin, Dębno, Gnojnik, Iwkowa, Szczurowa
- miasta: Brzesko, Czchów
- Według danych z 31 grudnia 2019 roku[2] powiat zamieszkiwało 93 201 osób. Natomiast według danych z 30 czerwca 2020 roku powiat zamieszkiwało 93 125 osób[3].

## Demografia

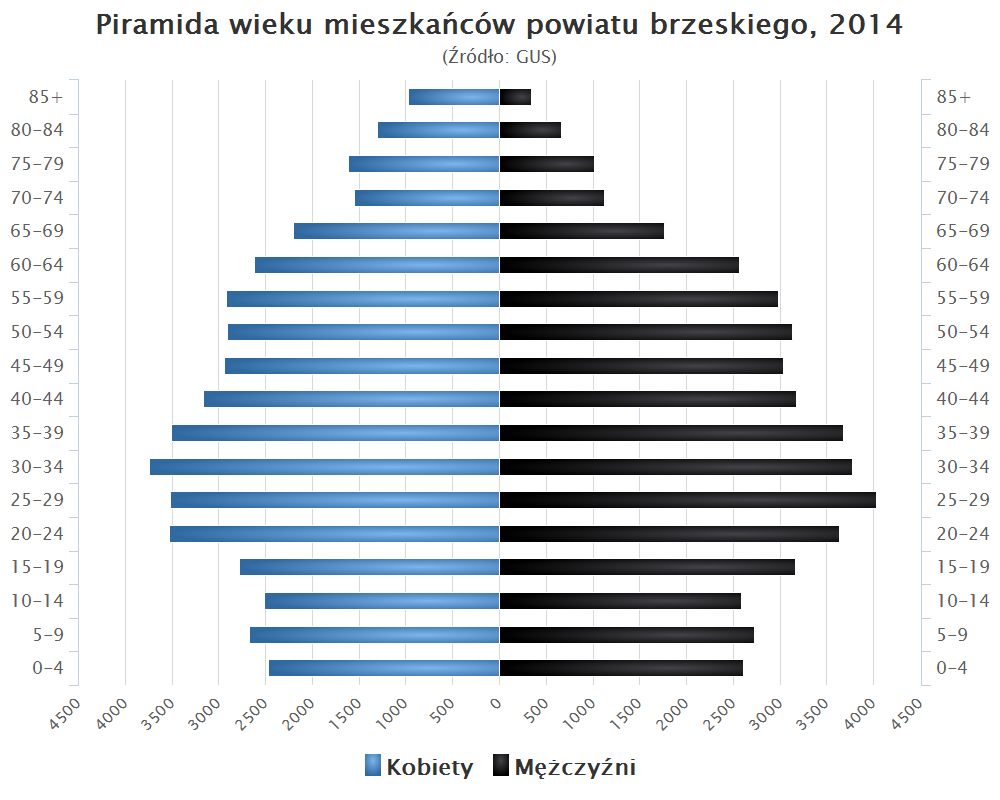
Piramida wieku mieszkańców powiatu brzeskiego w 2014 roku

Liczba ludności (dane z 31 grudnia 2008):
|        | Ogółem | Ogółem | Kobiety | Kobiety | Mężczyźni | Mężczyźni |
| osób   | %      | osób   | %       | osób    | %         |           |
| ------ | ------ | ------ | ------- | ------- | --------- | --------- |
| Ogółem | 90 967 | 100    | 46 159  | 50,74   | 44 808    | 49,26     |
| Miasto | 19 084 | 20,98  | 9884    | 10,87   | 9200      | 10,11     |
| Wieś   | 71 883 | 79,02  | 36 275  | 39,88   | 35 608    | 39,14     |

▶Wieś vs ▶miasto
Ogółem (▶k, ▶m)
Miasto (▶k, ▶m)
Wieś (▶k, ▶m)

## Sąsiednie powiaty
- powiat limanowski
- powiat bocheński
- powiat proszowicki
- powiat tarnowski
- powiat nowosądecki

## Starostowie
- Leopold Borysławski (1936)[5])
- Michał Franciszek Füller (1937)[6]

## Religia
- Kościół rzymskokatolicki: (Dekanat Brzesko – 10 parafii; Dekanat Czchów (część) – 10 parafii; Dekanat Porąbka Uszewska – 9 parafii; Dekanat Szczepanów – 8 parafii; Dekanat Uście Solne (część) – 4 parafie);
- Protestantyzm: Kościół Jezusa Chrystusa w Brzesku